# Equus kiang
L'emione tibetano, o kiang (Equus kiang), è un mammifero perissodattilo appartenente alla famiglia degli Equidi. È il più grande tra gli asini selvatici ed è originario dell'altopiano del Tibet, dove vive nelle praterie e nelle steppe montane. Il suo areale attuale è ristretto alle pianure dell'altopiano tibetano, al Ladakh (Jammu e Kashmir) e al Nepal settentrionale, lungo il confine con il Tibet. Altre denominazioni comuni per questa specie sono asino selvatico tibetano, khyang, kyang e gorkhar. I racconti di viaggiatori aventi come argomento il kiang potrebbero aver contribuito alla nascita del mito dell'unicorno.

## Descrizione

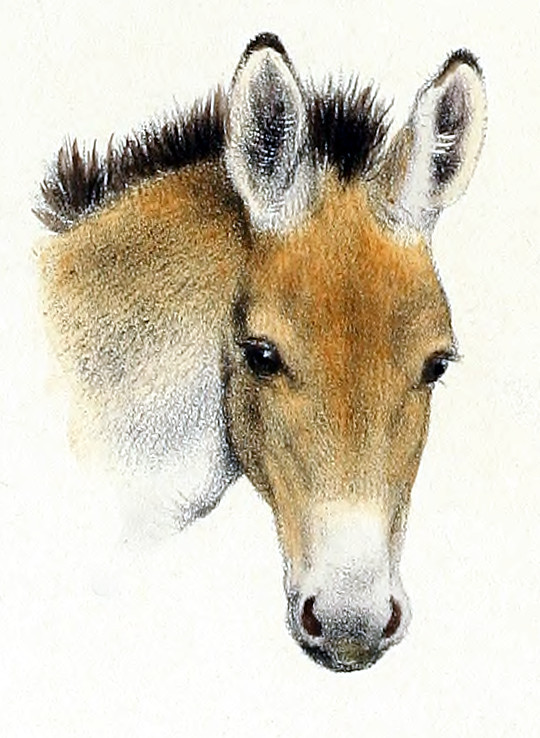
Kiang del Tibet, dal libro intitolato "The Great and Small Game of India, Burma, and Tibet"pubblicato nell'anno 1900

L'altezza media dei kiang al garrese è di 139 cm, con valori compresi tra 135 e 145 cm; il corpo misura circa 214 cm di lunghezza, mentre la coda raggiunge i 45 cm. La specie presenta un leggero dimorfismo sessuale: i maschi pesano tra i 250 e i 400 kg, le femmine tra i 250 e i 300 kg. La testa è massiccia, con un muso arrotondato e un naso convesso. La criniera, eretta e relativamente corta, accompagna un mantello di un sontuoso color nocciola, che diventa bruno più scuro in inverno e assume una tonalità bruno-rossastra alla fine dell'estate, quando l'animale muta completamente il pelo. Il mantello estivo ha una lunghezza media di 1,5 cm, mentre quello invernale raddoppia. Le zampe, il ventre, le estremità del muso e le orecchie sono completamente bianchi. Una larga striscia dorsale, di colore bruno-nerastro, si estende dalla criniera fino all'estremità della coda, che termina con un ciuffo di peli dello stesso colore.

## Evoluzione

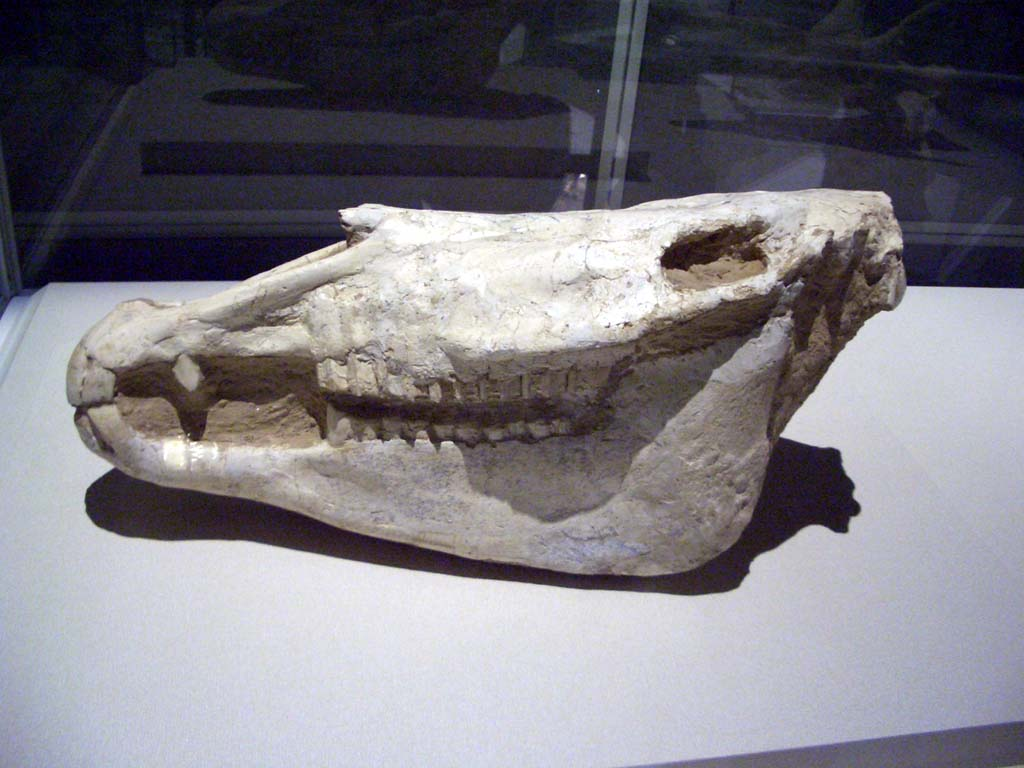
Cranio di un cavallo gigante estinto, Equus eisenmannae

Il genere Equus, che comprende tutti gli equini attualmente esistenti, si ritiene essersi evoluto dal Dinohippus attraverso una forma intermedia denominata Plesippus (da non confondere con il genere di ragni Plexippus). Una delle specie più antiche del genere è Equus simplicidens, noto anche come cavallo di Hagerman, descritto come una sorta di zebra primitiva con testa da asino. Il più antico resto fossile attribuito a questo genere proviene dall'Idaho, negli Stati Uniti, e risale a circa 3,5 milioni di anni fa. Il genere Equus sembra essersi diffuso rapidamente nel Vecchio Mondo, parallelamente al coevo Equus livenzovensis, documentato in Europa occidentale e in Russia.
Secondo le analisi di filogenesi molecolare, l'ultimo antenato comune (MRCA) di tutti gli equidi moderni sarebbe vissuto circa 5,6 milioni di anni fa (con un intervallo compreso tra 3,9 e 7,8 milioni). Tuttavia, il sequenziamento paleogenomico diretto di un osso metapodiale appartenente a un cavallo risalente a 700.000 anni fa (Pleistocene medio) rinvenuto in Canada, suggerisce una datazione più recente per questo antenato comune, collocandolo intorno a 4,07 milioni di anni fa, con un intervallo tra 4 e 4,05 milioni. Le linee più antiche a divergere sono rappresentate dall'asino selvatico asiatico (sottogenere Asinus, che include, tra gli altri, il kulan, l'onagro e il kiang), seguito dalle zebre africane (sottogeneri Dolichohippus e Hippotigris).
Ogni altra forma moderna, compreso il cavallo domestico (più altre forme fossili risalenti a Pliocene e Pleistocene) appartiene al sottogenere Equus, che si è differenziato circa 4,8 (3,2 - 6,5) milioni di anni fa.

## Tassonomia
Il kiang è strettamente imparentato con l'onagro (Equus hemionus) e, in alcune classificazioni, viene considerato una sua sottospecie, E. hemionus kiang. Tuttavia, studi molecolari hanno evidenziato che si tratta di una specie distinta. Un parente ancora più prossimo potrebbe essere l'estinto Equus conversidens, vissuto in America durante il Pleistocene, con il quale il kiang condivide sorprendenti somiglianze morfoligiche. Una tale parentela implicherebbe che il kiang abbia attraversato la Beringia durante l'era glaciale, un'ipotesi per la quale esistono però scarse evidenze. In cattività, i kiang possono incrociarsi con onagri, cavalli, asini e zebre di Burchell, ma, come avviene per i muli, la prole risultante è sterile. I kiang non sono mai stati addomesticati.

## Distribuzione e habitat

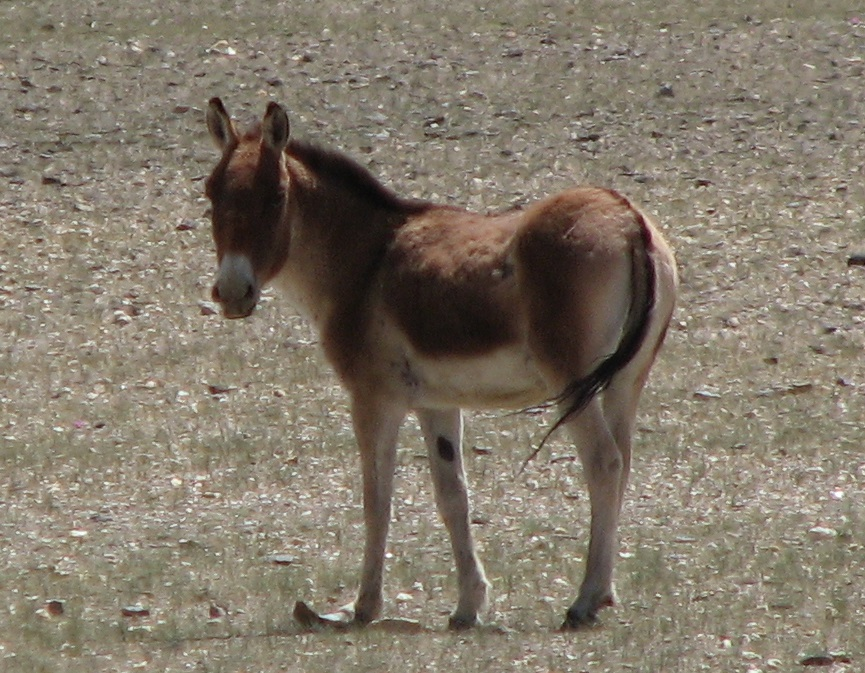
Kiang nel Qiangtang

I kiang si trovano sull'altopiano tibetano, tra l'Himalaya a sud e i monti Kunlun a nord. Questo ne restringe la distribuzione principalmente alla Cina, anche se se ne contano tra 2.500 e 3.000 esemplari oltre confine, in Ladakh e Sikkim, nonché in quantità minori lungo la frontiera settentrionale del Nepal., oltre che nella provincia del Qinghai.

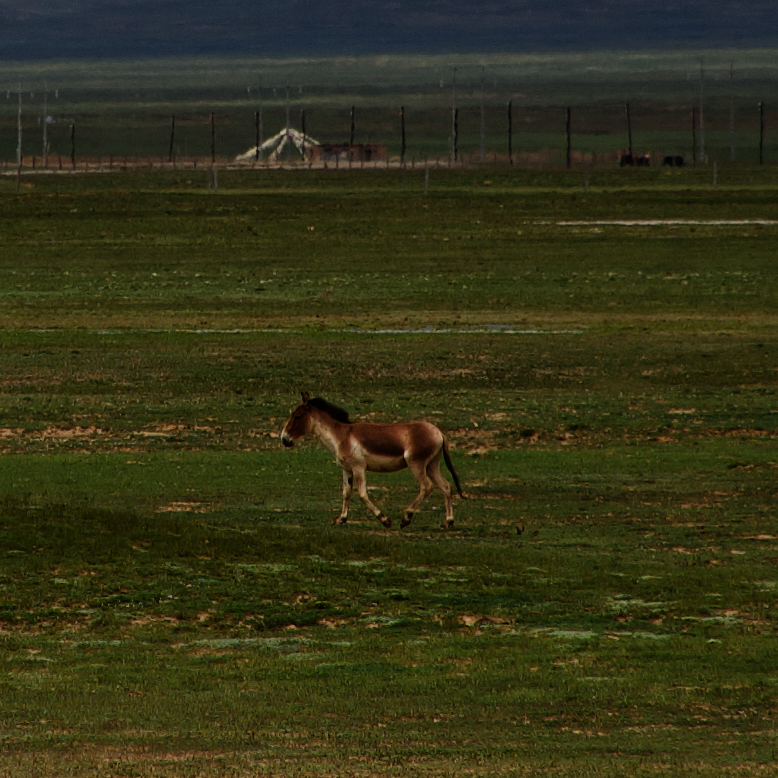
Un kiang solitario vicino al lago da cui sorge il Fiume giallo, Qinghai

Attualmente ne sono riconosciute tre sottospecie:
- E. k. kiang – kiang occidentale (Tibet, Ladakh, sud-ovest dello Xinjiang);
- E. k. holdereri – kiang orientale (Qinghai, sud-est dello Xinjiang);
- E. k. polyodon – kiang meridionale (Tibet meridionale, confine con il Nepal).

Il kiang orientale è la sottospecie di maggiori dimensioni, mentre quella meridionale è la più piccola. La sottospecie occidentale è leggermente più piccola di quella orientale e presenta un mantello più scuro. Tuttavia, non esistono evidenze genetiche che confermino con certezza la validità di queste tre sottospecie, che potrebbero rappresentare semplicemente una variazione clinale, con scarse differenze effettive tra le diverse forme.
I kiang abitano territori montani caratterizzati da praterie e steppe, a un'altitudine compresa tra i 2.700 e i 5.300 metri. Preferiscono altipiani relativamente piatti, ampie valli e basse alture dominate da erbe, falaschi e, in misura minore, altra vegetazione di bassa statura. Questo ambiente aperto, oltre a fornire un foraggio adeguato – assente nelle regioni più aride dell'Asia centrale – potrebbe anche facilitare l'avvistamento dei predatori e la fuga da essi.

## Comportamento
Come tutti gli equidi, i kiang sono erbivori e si nutrono prevalentemente della vegetazione sopra descritta, in particolare della stipa, pur includendo nel loro regime alimentare anche altre piante locali come Kobresia, Carex e Poa. In caso di scarsità d'erba, ad esempio durante l'inverno o nelle zone più aride ai margini del loro habitat naturale, sono stati osservati mentre si alimentavano di arbusti, piante erbacee e persino delle radici di Oxytropis, che scavano dal terreno. Sebbene talvolta si abbeverino presso fonti d'acqua, queste sono rare sull'altopiano tibetano; per questo motivo, i kiang ricavano la maggior parte del loro fabbisogno idrico direttamente dalle piante che consumano o, in inverno, anche dalla neve.
Oltre all'essere umano, il loro unico vero predatore è il lupo. Per difendersi, i kiang si dispongono in cerchio con la testa rivolta verso l'interno, scalciando con forza verso l'esterno. Di conseguenza, i lupi tendono ad attaccare solo individui isolati che si sono allontanati dal gruppo.
Talvolta i kiang si radunano in grandi branchi, che possono comprendere diverse centinaia di esemplari. Tuttavia, tali aggregazioni non sono stabili, ma formazioni temporanee costituite per lo più da giovani maschi o da femmine con i propri puledri. I maschi adulti tendono invece a condurre vita solitaria, ciascuno difendendo un territorio esteso tra 0,5 e 5 km², all'interno del quale esercita il controllo sui gruppi locali di femmine. Questi maschi possono mostrare comportamenti aggressivi nei confronti degli intrusi, arrivando a scalciare e mordere; più comunemente, però, li allontanano assumendo un atteggiamento minaccioso, appiattendo le orecchie e emettendo forti ragli.

## Riproduzione
I kiang si accoppiano tra la fine di luglio e la fine di agosto, periodo durante il quale i maschi adulti corteggiano le femmine recettive trotterellando loro intorno e poi inseguendole prima dell'accoppiamento. La durata della gestazione è stata variamente stimata tra sette e dodici mesi, e culmina con la nascita di un unico puledro. Le femmine sono fisiologicamente in grado di concepire subito dopo il parto, ma i parti biennali risultano più comuni. Alla nascita, i puledri pesano fino a 35 chilogrammi e sono in grado di reggersi sulle zampe dopo poche ore. L'età della maturità sessuale non è nota con certezza, ma si stima venga raggiunta intorno ai tre o quattro anni, come accade per il loro stretto parente, l'onagro. In natura, la loro aspettativa di vita può raggiungere i venti anni.

## Racconti di viaggiatori
Lo storico naturalista Chris Lavers individua nei racconti di viaggiatori che descrivono il kiang una delle possibili fonti d'ispirazione del mito dell'unicorno, per la prima volta attestato negli Indikà di Ctesia di Cnido.
Ekai Kawaguchi, monaco giapponese che viaggiò in Tibet da luglio 1900 a giugno 1902, riferì quanto segue: 
«Come ho già detto, khyang è il nome dato dai tibetani al cavallo selvatico delle loro steppe settentrionali. Più precisamente si tratta di una specie di asino, delle stesse dimensioni di un grosso cavallo giapponese. Quanto al colore, è bruno rossiccio, con pelo nero sulla cresta del dorso, criniera nera e ventre bianco. A prima vista sembra un comune cavallo, a eccezione della coda col ciuffo. Si tratta di un animale poderoso, di estrema agilità. Non lo si vede mai da solo, ma sempre in gruppi di due o tre, o addirittura in branchi di sessanta o settanta esemplari. Il suo nome scientifico è Equus hemionus, ma normalmente ci si riferisce a esso con il nome tibetano, solitamente reso in inglese come khyang. Se arriva a portata di vista di un uomo, ha la curiosa abitudine di girare ripetutamente in tondo. Già alla distanza di un miglio e un quarto inizia questo movimento circolare ogni volta che l'uomo si avvicina, fermandosi un po' dopo ogni giro per voltare la testa e guardare l'intruso da sopra le spalle, come una volpe. Finisce tuttavia col giungere molto vicino, ma una volta vicinissimo sembra impaurito e scatta via, salvo poi fermarsi ancora a voltarsi indietro. Quando si pensa che sia fuggito, ci si accorge che ha compiuto un ampio cerchio, tornando di nuovo nelle vicinanze, quasi volesse, per così dire, effettuare un esame silenzioso dello sconosciuto da dietro. Si tratta, nel complesso, di un animale dagli usi molto bizzarri.»

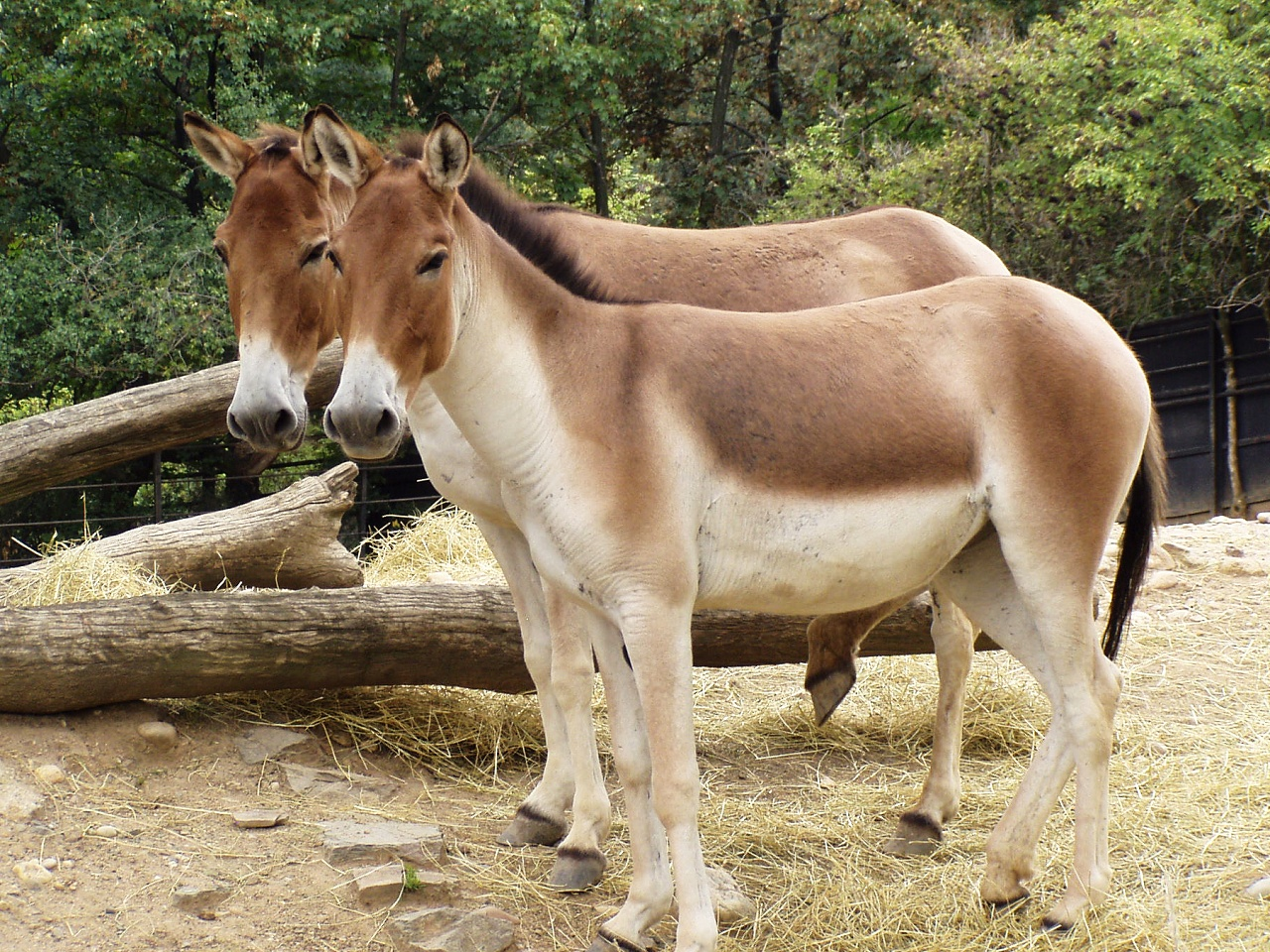
Coppia di kiang

Thubten Jigme Norbu, fratello maggiore del XIV Dalai Lama Tenzin Gyatso, raccontando il viaggio compiuto nel 1950 dal monastero di Kumbum (nei pressi di Xining, Qinghai) fino a Lhasa, scrisse:
«I kyang, o asini selvatici, vivono riuniti in piccoli gruppi, ciascuno dei quali è guidato da uno stallone dominante su un numero di giumente compreso tra 10 e 50. Rimasi colpito dall'aspetto nobile di questi animali, in particolare dalla linea elegante della testa e del collo. Il mantello è bruno chiaro sul dorso e biancastro sul ventre, mentre le lunghe code sottili sono quasi nere: il tutto costituisce un'eccellente mimetizzazione nel loro ambiente naturale. Sono di un'eleganza e di una grazia mirabili quando li si vede dardeggiare per le steppe come frecce, con la testa tesa e la coda che fluttua nel vento. La loro stagione riproduttiva cade in autunno e, mentre montano la guardia ai propri harem, gli stalloni diventano estremamente aggressivi. È in questo periodo che si svolgono i combattimenti più feroci tra lo stallone residente e gli intrusi di altri branchi. Conclusa la battaglia, il vincitore – spesso insanguinato e contuso per i morsi e i calci ricevuti – guida via le giumente in un galoppo selvaggio sulla steppa. Vedemmo spesso kyang a migliaia sparsi sui versanti delle alture, che osservavano con curiosità la nostra carovana; talvolta arrivavano persino a circondarci, pur mantenendosi a una certa distanza.»
Giuseppe Tucci, massimo tibetologo italiano, nella cronaca del viaggio compiuto nel 1933 risalendo la valle dello Spiti fino a Tsparang (capitale in rovina dell'antico Regno di Guge), annotò:
« (19 agosto, Sumur) Qui per la prima volta vediamo alcuni asini selvatici, detti chiàn (tib. rkyan), che si avvicinano curiosi fin presso le tende, forse attratti dalla presenza dei nostri cavalli, ma appena scorgono l'uomo fuggono rapidamente. Vivono in branchi sui grandi piani erbosi: la leggenda li vuole cavalcatura di Kesar, l'eroe dell'epica tibetana.